# Свержов, Сергей Александрович
Сергей Александрович Свержов (род. 24 марта 1965, Уфа) — советский и российский хоккеист, нападающий.
В первенстве СССР играл за команды «Салават Юлаев» Уфа (1980/81 — 1986/87), «Авангард» Уфа (1981/82), СКА МВО Калинин (1987/88 — 1988/89), СКА Ленинград/СПб (1988/89 — 1991/92). Выступал во втором дивизионе Швеции за «Нюбру» (1992/93 — 1994/95), в Финляндии за «Кеттеря». В сезоне 1996/97 играл за «Ижорец» СПб.
Чемпион Европы среди юниорских команд 1983 года.
Тренер уфимской ДЮСШ-3 имени Марата Азаматова.
Младший брат Александр также хоккеист, тренер.